# Rivière du Rempart

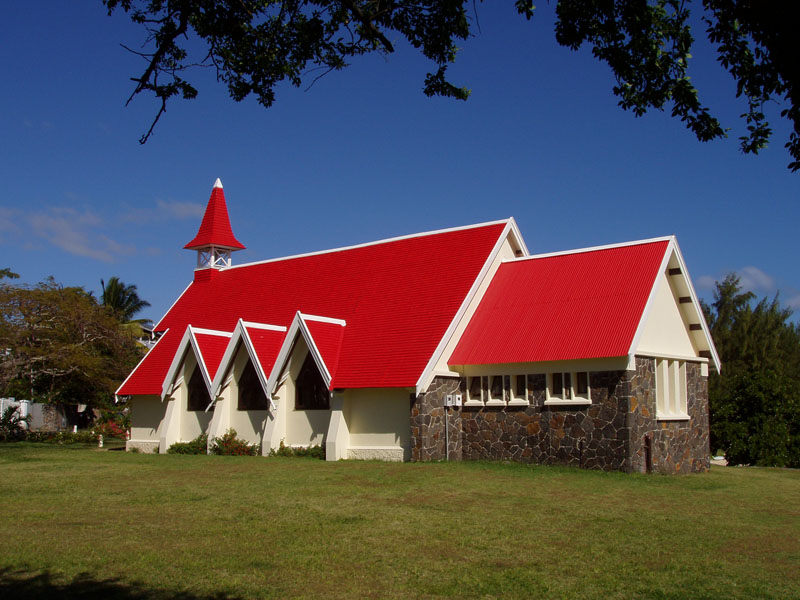
Kapel in de plaats Cape Malheureux

Rivière du Rempart is een van de negen districten van Mauritius en is in het noordoosten van deze eilandstaat gelegen. Het heeft een oppervlakte van 148 vierkante kilometer en in 2000 een inwonersaantal van bijna 100.000. De hoofdstad van het district is Poudre d'Or.

## Grenzen
Het district is aan zee gelegen:
- De Indische Oceaan in het noorden en het oosten.

Verdere grenzen heeft Rivière du Rempart met twee andere districten:
- Flacq in het zuiden.
- Pamplemousses in het westen.